# Королёвка (Стрыйский район)
Королёвка (укр. Королівка) — село в Гнездычевской поселковой общине Стрыйского района Львовской области Украины.
Население по переписи 2001 года составляло 75 человек. Занимает площадь 0,07 км². Почтовый индекс — 81741. Телефонный код — 3239.